# Thérèse Rovelli
Pour les articles homonymes, voir Rovelli.
Thérèse Marguerite Rovelli est une écrivain et éditrice franco-suisse, née le 15 décembre 1927 à Montbéliard (Doubs) et morte le 8 janvier 2023 à Porrentruy (Suisse). Elle est aussi connue sous son pseudonyme de Cyrille qui lui servit à signer ses premières œuvres (1951 à 1970).

## Biographie
Née à Montbéliard, elle fit ses études au Collège classique avant de suivre sa famille à Porrentruy, en Suisse, avant le début de la Seconde Guerre Mondiale. Elle poursuivit alors ses études à l’école des Ursulines de Porrentruy.
D'abord secrétaire de notaire, elle ouvre en 1952 une librairie classique à Porrentruy. En 1967, elle crée en parallèle les Editions Occident pour publier quatre de ses romans sous le pseudonyme de Cyrille. Dans les années 1970, elle interrompt cette activité, et la reprend en 1981 pour publier ses propres œuvres et des auteurs régionaux.
Thérèse Rovelli est nommée en 1995 sociétaire de la Société des Gens de lettres de France, et à l'Académie internationale Greci-Marino. Elle est membre de la Société des Écrivains catholiques (Paris), de la Société des Poètes et Artistes de France (SPAF) et de la Société des Auteurs et Compositeurs Dramatiques (SACD).
Elle écrit également régulièrement dans les Cahiers des Amis de Robert Brasillach (1950-2004) publié par l'association des Amis de Robert Brasillach. Elle est la filleule de Geneviève Duhamelet et signe parfois Rovelli-Duhamelet.
Elle meurt le 8 janvier 2023 à Porrentruy (Suisse).

## Œuvres

### Romans et nouvelles

#### Sous le pseudonyme de Maurice Ritschy
- Chapelles de volupté, Paris, Ed. du Nouvel Humanisme, 1951

#### Sous le pseudonyme de Cyrille
- Un certain Paris, Paris, Ed. La Pensée moderne, 1956
- La cage aux révoltés, Paris, Ed. Alsatia, coll. « Signe de Piste Rubans Noirs », 1961 - traduit (es) Un lugar para los rebeldes, Ed. Mensajero, coll. « Col. Impulso », 1969 - réédition revue et augmentée, Texte définitif, Ed. Occident, 2018
- Les évadés, Paris, Ed. Alsatia, coll. « Signe de Piste Rubans Noirs », 1965
- Masques de fer, Paris, Ed. Alsatia, coll. « Signe de Piste Rubans Noirs », 1966
- S.O.S. Officier perdu, Porrentruy, Ed. Occident, coll. « L'histoire actuelle », 1967 - réédition Ed. Occident, 2017 jaquette de Pierre Joubert, illustrations intérieurs de Pierre Joubert et de Janicotte
- Fureur dans le Jura, Porrentruy, Ed. Occident, 1967[11]
- Les Réprouvés de l'Honneur, Porrentruy, Ed. Occident, 1968 - suite de Les évadés

#### Sous son propre nom
- Ne le réveillez pas, Genève/Paris, Ed. Jeheber, 1959
- Un mur à Berlin, Porrentruy, Ed. Occident, 1969 - suite de Les évadés et de Les réprouvés
- Les béliers du Jura, Barcelone, Ed. Erika, 1977
- François-Daniel Manz, peintre jurassien, Porrentruy, Ed. Occident, 1981
- Les sorciers du Jura, Porrentruy, Ed. Occident, 1986
- Mitsi Au Pays Des Chats, Éditions Du Démocrate (BD), 1987[12]
- Le Vin du Diable, Porrentruy, Ed. Occident, 1988
- Mon chemin, Porrentruy, Ed. Occident, 2002
- Sur la route de ma vie (préf. Marie-Louise Navarro, ill. jaquette de Pierre Joubert, ill. intérieures de Pierre Joubert, Janicotte et F.D. Manz), Porrentruy, Editions Occident, 2005 - réédition modifiée et augmentée de Mon chemin, paru en 2002.
- Deux cœurs pour un royaume (ill. couverture de Pierre Joubert), Porrentruy, Ed. Occident, 2012
- La poupée basque, Porrentruy, Ed. Occident, 2013
- Le prince trouve un chef (ill. Jaquette et illustrations intérieures de Pierre Joubert), Porrentruy, Éditions Occident, 2017
- Les Jurassiens d'hier et d'aujourd'hui, Porrentruy, Éditions Occident, 2019

### Théâtre
- Le bal des ardents
- L'enfant Honneur
- Les statues de Tibère
- Monicotte et le grand Molière

### Pièces radiophoniques
- Mon capitaine, voici l'amour Bruxelles, 1960
- Les sorciers du Jura, RSR Genève, Genève, 1972
- Le prince et le clochard, RSR Genève, Genève, 1972
- Le prince hors la loi, RSR Genève, Genève, 1976

## Prix et distinctions
- Grand Prix de la Fraternité Humaine de Poésie (Paris, 1981)
- Étoile civique du mérite (Paris, 1982)
- Médaille d'argent de la Société académique Arts-Sciences-Lettres de Paris (1986)
- Grand Prix de l'amitié franco-suisse (1987)